# Komáromi járás (Szlovákia)

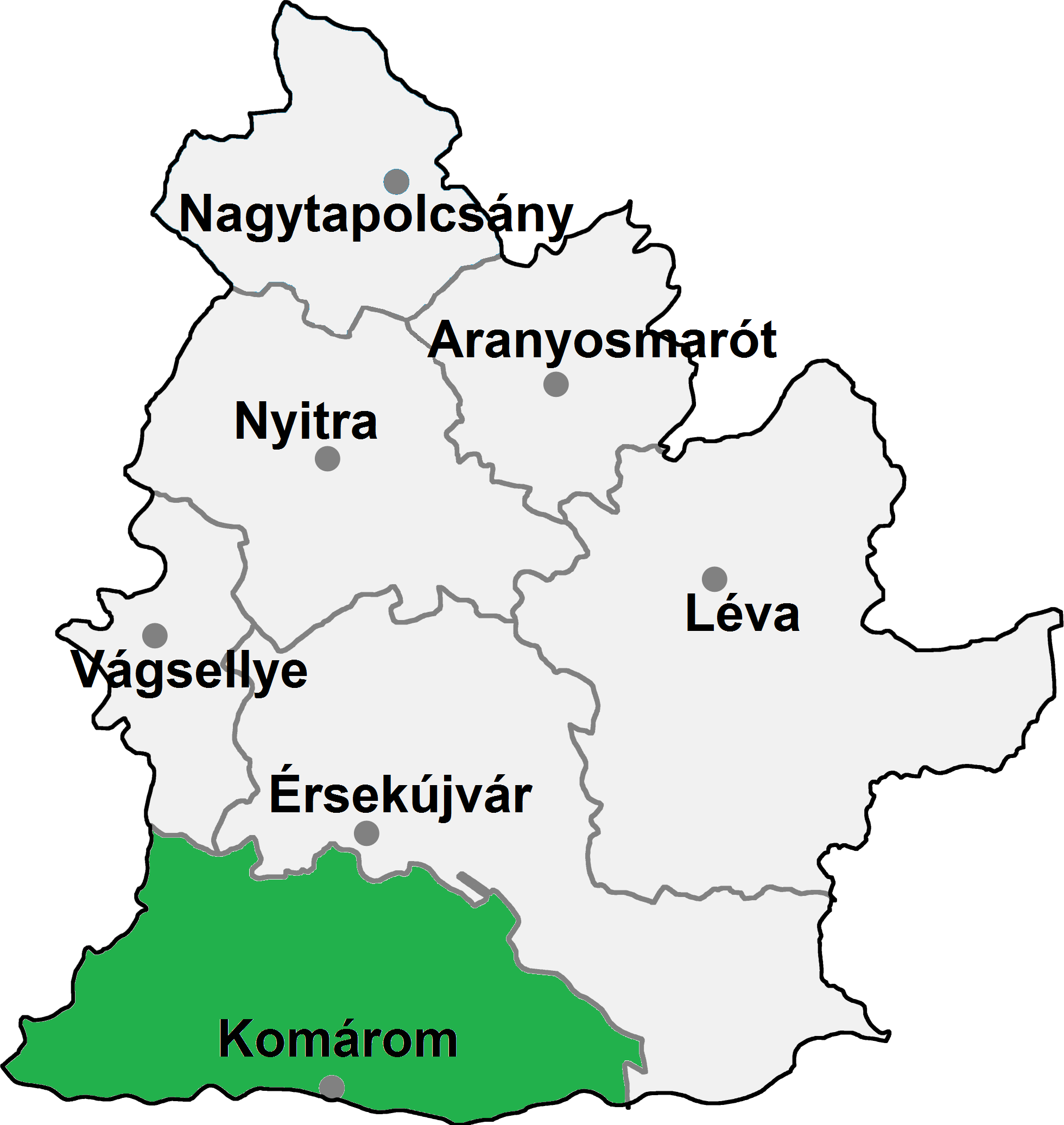
A Komáromi járás elhelyezkedése a Nyitrai kerületen belül

A komáromi járás (Okres Komárno) szlovákiai közigazgatási egység, a Nyitrai kerület része. Összterülete 1100 négyzetkilométer, lakossága 103 995 fő (2011). Székhelye Komárom (Komárno), gépkocsijelzése KN. A járás legnagyobb része az egykori Komárom vármegye területén fekszik, keleti részén Búcs, Bátorkeszi, Dunamocs és Karva községek Esztergom vármegyéhez tartoztak.
2006-ban lakosságából 69,23% magyar, 27,35% (29 239 fő) szlovák és 3,42% más nemzetiségű volt.
2011-ben 103 995 lakosából 66 356 (63,8%) magyar és 29 463 (28,33%) szlovák volt.
1994 óta (Bogya és Gellér szétválásával) 41 község alkotja a Komáromi járást, ebből 4 visel városi címet (Komárom, Gúta, Naszvad és Ógyalla).

## Története
A Komáromi járás 1923-ban jött létre, mai határait az 1960-as közigazgatási átszervezéskor alakították ki, azóta változatlanok.
A járás mai területe a Magyar Királyságban nagyrészt Komárom vármegyéhez tartozott, csak a négy legkeletibb község volt Esztergom vármegye része, maga Komárom városa pedig szabad királyi, illetve törvényhatósági jogú városként nem tartozott egyik megyéhez sem és nem volt járási székhely sem. Komárom megye északi, Duna-balparti része két járásra oszlott: a Vág-Dunától nyugatra a Csallóközi járás feküdt, melynek székhelye Nemesócsa volt, keletre pedig az Udvardi járás Ógyalla székhellyel. Esztergom vármegye Duna-balparti része a Párkányi járást alkotta.
1918-ban az említett megyéknek a Dunától északra fekvő összes területei csehszlovák uralom alá kerültek, amit a trianoni békeszerződés véglegesített 1920-ban. 1922-ig kis módosításokkal a korábbi közigazgatási felosztás maradt érvényben. A járások nevét székhelyüknek megfelelően módosították, így a Csallóközi járás neve Nemesócsai lett, az Udvardié pedig Ógyallai. Emellett Esztergom és Győr vármegye Csehszlovákiához csatolt részeit összevonták Komárom megyével, így a Párkányi járás is ennek része lett, a Győr megyéből idekerült hét községet (a Csilizközt) pedig a Nemesócsai járáshoz osztották be.
1923. január 1-jén Csehszlovákia közigazgatási átszervezésével megszűnt a Magyar Királyságtól örökölt vármegyerendszer és Szlovákia területén hat nagymegye alakult. Ekkor Komárom elvesztette megyeszékhely rangját és törvényhatósági jogát, ugyanakkor járási székhely lett. Az ettől kezdve Pozsony megyéhez tartozó Komáromi járás tulajdonképpen az egykori Csallóközi járás helyét vette át: ennek községeit fogta össze Komárom városával, a csilizközi községeket pedig átcsatolták a Dunaszerdahelyi járáshoz. Határai ezután 1949-ig változatlanok voltak, eltekintve az 1938 és 1945 közötti átmeneti magyar uralom időszakától. Az Ógyallai járás határai szintén nem változtak, a Párkányihoz viszont keleten hozzácsatoltak néhány községet az egykori Hont vármegyéből, és e két járást Nyitra megyébe osztották be.
1928-ban a nagymegyék megszűntek, Csehszlovákiát négy tartományra osztották, és az említett járások mind a szlovák tartomány irányítása alá kerültek.
1938-ban az első bécsi döntés nyomán a Komáromi járás mai teljes területe Magyarország része lett, ahol az ismét önállóvá vált Komárom vármegye és Esztergom vármegye között osztották fel. A Komáromi járás területe az 1923-ban kialakítottól csak annyiban tért el, hogy Komárom ismét kivált belőle törvényhatósági jogú várossá alakulva, Kamocsát és Szimőt pedig átcsatolták Nyitra és Pozsony k.e.e. vármegye Érsekújvári járásához, ahogy az Ógyallai járás északkeleti részét is.
A második világháború után, 1945-ben visszaállt az 1938 előtti országhatár és járási felosztás.
A kommunista hatalomátvétel után Csehszlovákia közigazgatási felosztását 1949-ben jelentősen átalakították. Ekkor hozták létre a Nagymegyeri járást (okres Čalovo), melyhez átcsatolták a Komáromi járás Nagykeszitől és Ekeltől nyugatra fekvő községeit és a Dunaszerdahelyi járás keleti részét. Ugyanekkor Szimőt és Kamocsát ismét az Érsekújvári járáshoz csatolták. Így 1949-től mindössze 8 község (Csallóközaranyos, Ekel, Gúta, Keszegfalva, Komárom, Megyercs, Nagykeszi és Örsújfalu) tartozott a Komáromi járáshoz, ezzel az akkori Csehszlovákia kisebb járásai közé tartozott. Szlovákia területe ekkor ismét hat, most kerületnek nevezett nagyobb közigazgatási egységre tagolódott, melyek közül a Nagymegyeri járás a Pozsonyihoz, a tőle keletre fekvő járások pedig a Nyitraihoz tartoztak.
Csehszlovákia közigazgatási felosztásának újabb átszervezésekor, 1960. július 1-jén a megszűnt Ógyallai járás valamennyi községét, a szintén megszűnt Nagymegyeri járás Ekecstől és Nagymegyertől keletre fekvő kisebb részét, valamint az ugyancsak megszűnt Párkányi járás négy legnyugatibb községét (Dunamocs, Karva, Búcs, Bátorkeszi) a Komáromi járáshoz csatolták, melyet a Nyugat-Szlovákiai kerületbe osztottak be.
1990-ben a kerületek megszűntek, de a Komáromi járás területe se ekkor, se Szlovákia 1996-os közigazgatási átszervezésekor nem változott, amikor a Nyitrai kerülethez osztották be ismét.

## Népessége
| Év:            | 1994.   | 2004.   | 2014.   | 2024.   |
| -------------- | ------- | ------- | ------- | ------- |
| Emberek száma: | 109 329 | 107 290 | 103 360 | 98 829  |
| Eltérés:       |         | -1,86 % | -3,66 % | -4,38 % |

| Év:            | 2023.  | 2024.   |
| -------------- | ------ | ------- |
| Emberek száma: | 99 273 | 98 829  |
| Eltérés:       |        | -0,44 % |

## A szlovákiai komáromi járás községei és városai
| Településnév (magyarul) | Településnév (szlovákul) | Terület (km²) | Népesség (2001, fő) | Népsűrűség (2001, fő/km²) | Magyar lakosság aránya (2001, %) | Magyar lakosság aránya (2011, %) |
| ----------------------- | ------------------------ | ------------- | ------------------- | ------------------------- | -------------------------------- | -------------------------------- |
| Bajcs                   | Bajč                     | 37,48         | 1259                | 33                        | 56,9                             | 44,2                             |
| Bátorkeszi              | Bátorove Kosihy          | 45,89         | 3514                | 77                        | 83,4                             | 78,2                             |
| Bogya                   | Bodza                    | 6,32          | 364                 | 58                        | 92,9                             | 87,9                             |
| Bogyarét                | Bodzianske Lúky          | 5,17          | 223                 | 43                        | 95,1                             | 91,6                             |
| Búcs                    | Búč                      | 31,50         | 1243                | 39                        | 93,6                             | 91,1                             |
| Csallóközaranyos        | Zlatná na Ostrove        | 35,41         | 2566                | 72                        | 90,5                             | 85,1                             |
| Csicsó                  | Číčov                    | 29,50         | 1397                | 47                        | 91,5                             | 86,5                             |
| Dunamocs                | Moča                     | 17,87         | 1194                | 67                        | 92,0                             | 91,8                             |
| Dunaradvány             | Radvaň nad Dunajom       | 15,76         | 738                 | 47                        | 91,5                             | 90,1                             |
| Ekel                    | Okoličná na Ostrove      | 29,89         | 1461                | 49                        | 88,6                             | 82,0                             |
| Gellér                  | Holiare                  | 9,88          | 424                 | 43                        | 92,9                             | 90,0                             |
| Gúta                    | Kolárovo                 | 106,82        | 10 823              | 101                       | 80,8                             | 76,6                             |
| Hetény                  | Chotín                   | 20,43         | 1448                | 71                        | 87,1                             | 83,4                             |
| Ifjúságfalva            | Dedina Mládeže           | 12,78         | 521                 | 41                        | 66,6                             | 63,2                             |
| Ímely                   | Imeľ                     | 21,96         | 2227                | 101                       | 46,5                             | 42,7                             |
| Izsa                    | Iža                      | 28,07         | 1589                | 57                        | 72,8                             | 64,9                             |
| Karva                   | Kravany nad Dunajom      | 15,88         | 789                 | 50                        | 81,0                             | 74,1                             |
| Keszegfalva             | Kameničná                | 34,51         | 1793                | 52                        | 78,6                             | 69,2                             |
| Kolozsnéma              | Klížska Nemá             | 11,81         | 579                 | 49                        | 92,2                             | 92,7                             |
| Komárom                 | Komárno                  | 102,81        | 37 366              | 363                       | 60,1                             | 53,9                             |
| Komáromfüss             | Trávnik                  | 18,74         | 703                 | 38                        | 91,3                             | 81,7                             |
| Komáromszentpéter       | Svätý Peter              | 34,33         | 2621                | 76                        | 73,6                             | 68,4                             |
| Lakszakállas            | Sokolce                  | 19,42         | 1275                | 66                        | 91,4                             | 90,8                             |
| Madar                   | Modrany                  | 27,07         | 1445                | 53                        | 85,3                             | 82,4                             |
| Marcelháza              | Marcelová                | 35,75         | 3822                | 107                       | 88,5                             | 86,1                             |
| Martos                  | Martovce                 | 19,96         | 766                 | 38                        | 90,6                             | 87,9                             |
| Megyercs                | Čalovec                  | 23,21         | 1172                | 50                        | 73,0                             | 62,1                             |
| Nagykeszi               | Veľké Kosihy             | 24,40         | 970                 | 40                        | 85,6                             | 77,8                             |
| Naszvad                 | Nesvady                  | 57,86         | 5014                | 87                        | 59,0                             | 53,6                             |
| Nemesócsa               | Zemianska Olča           | 27,94         | 2627                | 94                        | 89,8                             | 81,8                             |
| Ógyalla                 | Hurbanovo                | 59,94         | 8153                | 136                       | 50,2                             | 41,2                             |
| Pat                     | Patince                  | 11,31         | 490                 | 43                        | 91,4                             | 84,9                             |
| Perbete                 | Pribeta                  | 42,80         | 3137                | 73                        | 76,6                             | 73,7                             |
| Szilas                  | Brestovec                | 7,49          | 514                 | 61                        | 96,3                             | 95,1                             |
| Szilasháza              | Šrobárová                | 8,39          | 1259                | 33                        | 3,5                              | 4,0                              |
| Tany                    | Tôň                      | 9,50          | 834                 | 88                        | 88                               | 87,5                             |
| Újgyalla                | Dulovce                  | 12,38         | 1868                | 151                       | 2,9                              | 2,5                              |
| Újpuszta                | Mudroňovo                | 4,01          | 123                 | 31                        | 5,7                              | 5,7                              |
| Vágfüzes                | Vrbová nad Váhom         | 21,70         | 563                 | 26                        | 89,2                             | 80,7                             |
| Virt                    | Virt                     | 4,68          | 302                 | 65                        | 67,6                             | 59,6                             |
| Zsemlékes               | Lipové                   | 10,58         | 195                 | 18                        | 14,4                             | 15,1                             |

MegjegyzésA listában a városok nevei vastagon szedve.

## Oktatás
A 2024/25-ös tanév alapiskolai statisztikája. 
|                   | Alapiskolák 2024/25-ös tanév |          |        |
| Település         | Össz                         | Magyarul | %      |
| Komáromi járás    | 7392                         | 4689     | 63,4%  |
| Komárom környéke  | 4267                         | 2953     | 69,2%  |
| Komárom           | 2804                         | 1727     | 61,6%  |
| Bátorkeszi        | 242                          | 137      | 56,6%  |
| Búcs              | 119                          | 119      | 100,0% |
| Csallóközaranyos  | 146                          | 146      | 100,0% |
| Dunamocs          | 87                           | 87       | 100,0% |
| Dunaradvány       | 16                           | 16       | 100,0% |
| Ekel              | 131                          | 131      | 100,0% |
| Hetény            | 139                          | 139      | 100,0% |
| Izsa              | 74                           | 74       | 100,0% |
| Keszegfalva       | 38                           | 29       | 76,3%  |
| Madar             | 67                           | 67       | 100,0% |
| Marcelháza        | 386                          | 263      | 68,1%  |
| Martos            | 18                           | 18       | 100,0% |
| Gúta környéke     | 1493                         | 1098     | 73,5%  |
| Csicsó            | 105                          | 105      | 100,0% |
| Gúta              | 960                          | 678      | 70,6%  |
| Lakszakállas      | 169                          | 169      | 100,0% |
| Nagykeszi         | 12                           | 12       | 100,0% |
| Nemesócsa         | 236                          | 123      | 52,1%  |
| Tany              | 11                           | 11       | 100,0% |
| Ógyalla környéke  | 1632                         | 638      | 39,1%  |
| Ógyalla           | 594                          | 261      | 43,9%  |
| Imely             | 123                          | 0        | 0,0%   |
| Komáromszentpéter | 255                          | 126      | 49,4%  |
| Újgyalla          | 65                           | 0        | 0,0%   |
| Perbete           | 192                          | 103      | 53,6%  |
| Naszvad           | 396                          | 148      | 37,4%  |
| Bajcs             | 7                            | 0        | 0,0%   |